# Сен-Пьер-Буа
Сен-Пьер-Буа (фр. Saint-Pierre-Bois) — коммуна на северо-востоке Франции в регионе Гранд-Эст (бывший Эльзас — Шампань — Арденны — Лотарингия), департамент Нижний Рейн, округ Селеста-Эрстен, кантон Мюциг. До марта 2015 года коммуна административно входила в состав упразднённого кантона Вилле (округ Селеста-Эрстен).
Площадь коммуны — 7,3 км², население — 697 человек (2006) с тенденцией к росту: 764 человека (2013), плотность населения — 104,7 чел/км².

## Население
Население коммуны в 2011 году составляло 739 человек, в 2012 году — 751 человек, а в 2013-м — 764 человека.
| 1962 | 1968 | 1975 | 1982 | 1990 | 1999 | 2006 | 2008 | 2011 | 2012 | 2013 |
| ---- | ---- | ---- | ---- | ---- | ---- | ---- | ---- | ---- | ---- | ---- |
| 453  | 465  | 440  | 501  | 522  | 606  | 697  | 723  | 739  | 751  | 764  |

Динамика населения:

## Экономика
В 2010 году из 492 человек трудоспособного возраста (от 15 до 64 лет) 389 были экономически активными, 103 — неактивными (показатель активности 79,1 %, в 1999 году — 75,9 %). Из 389 активных трудоспособных жителей работали 378 человек (207 мужчин и 171 женщина), 11 числились безработными (трое мужчин и 8 женщин). Среди 103 трудоспособных неактивных граждан 36 были учениками либо студентами, 44 — пенсионерами, а ещё 23 — были неактивны в силу других причин.

## Достопримечательности (фотогалерея)

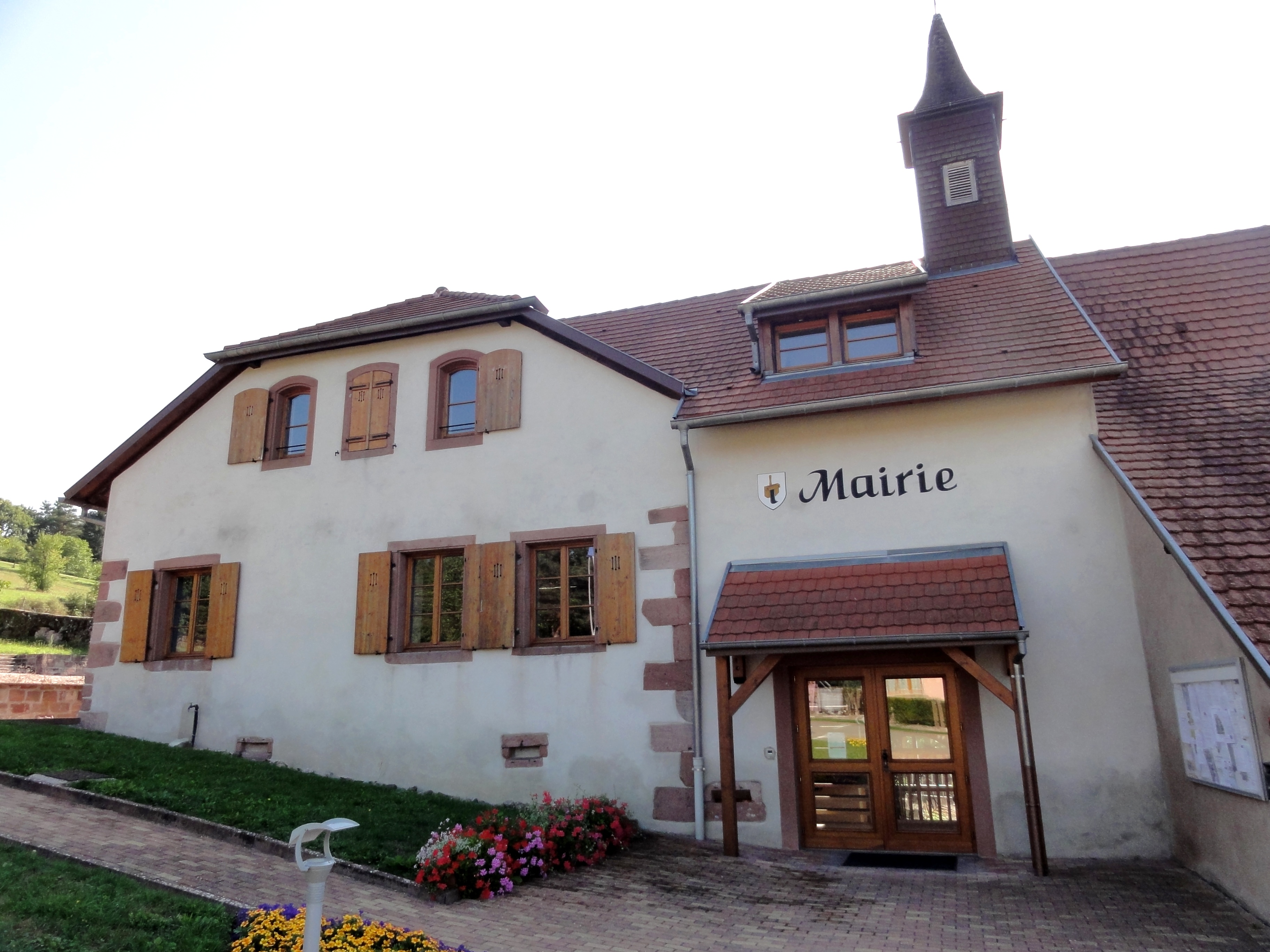
Здание мэрии
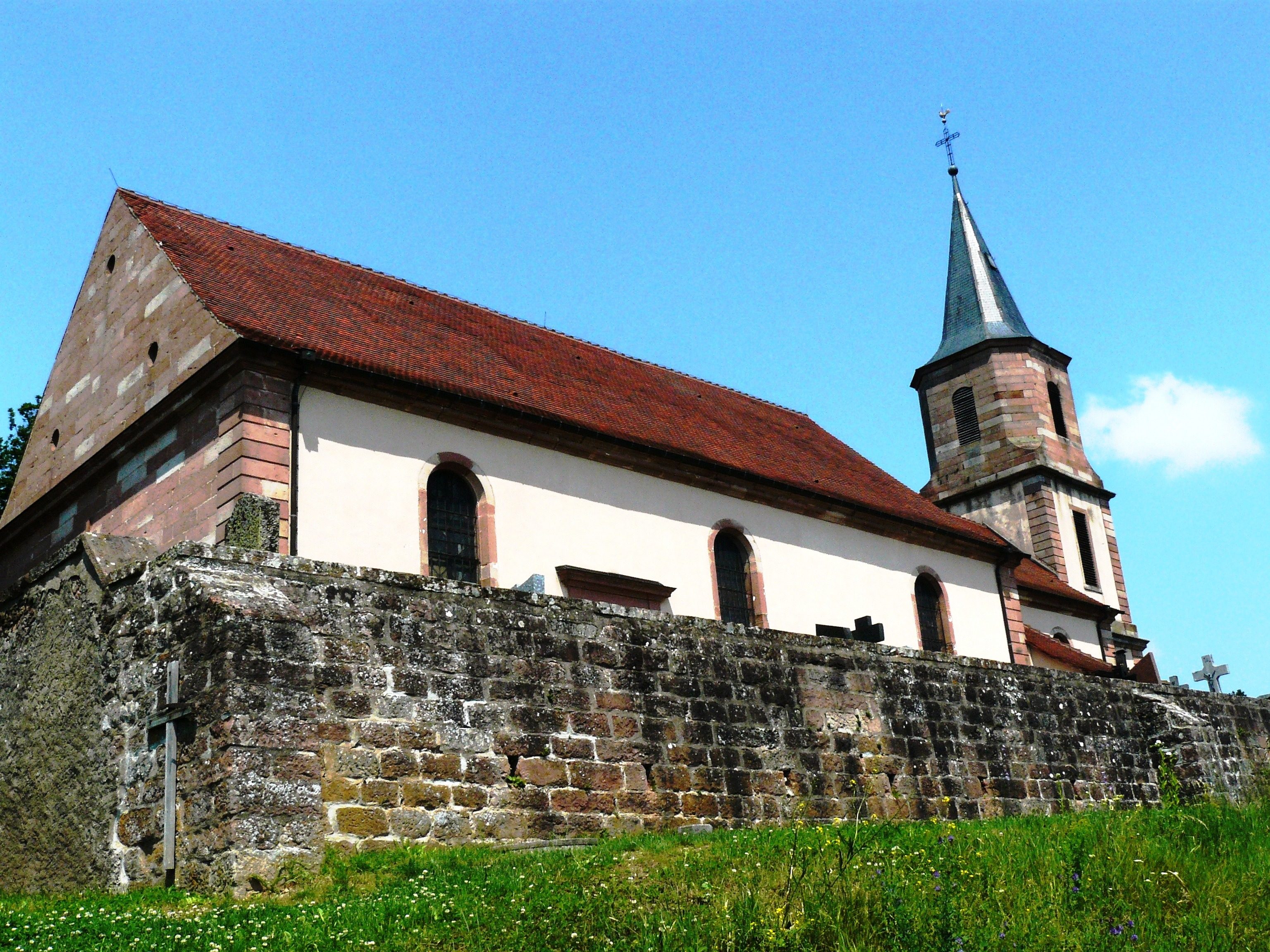
Церковь Сен-Жиль
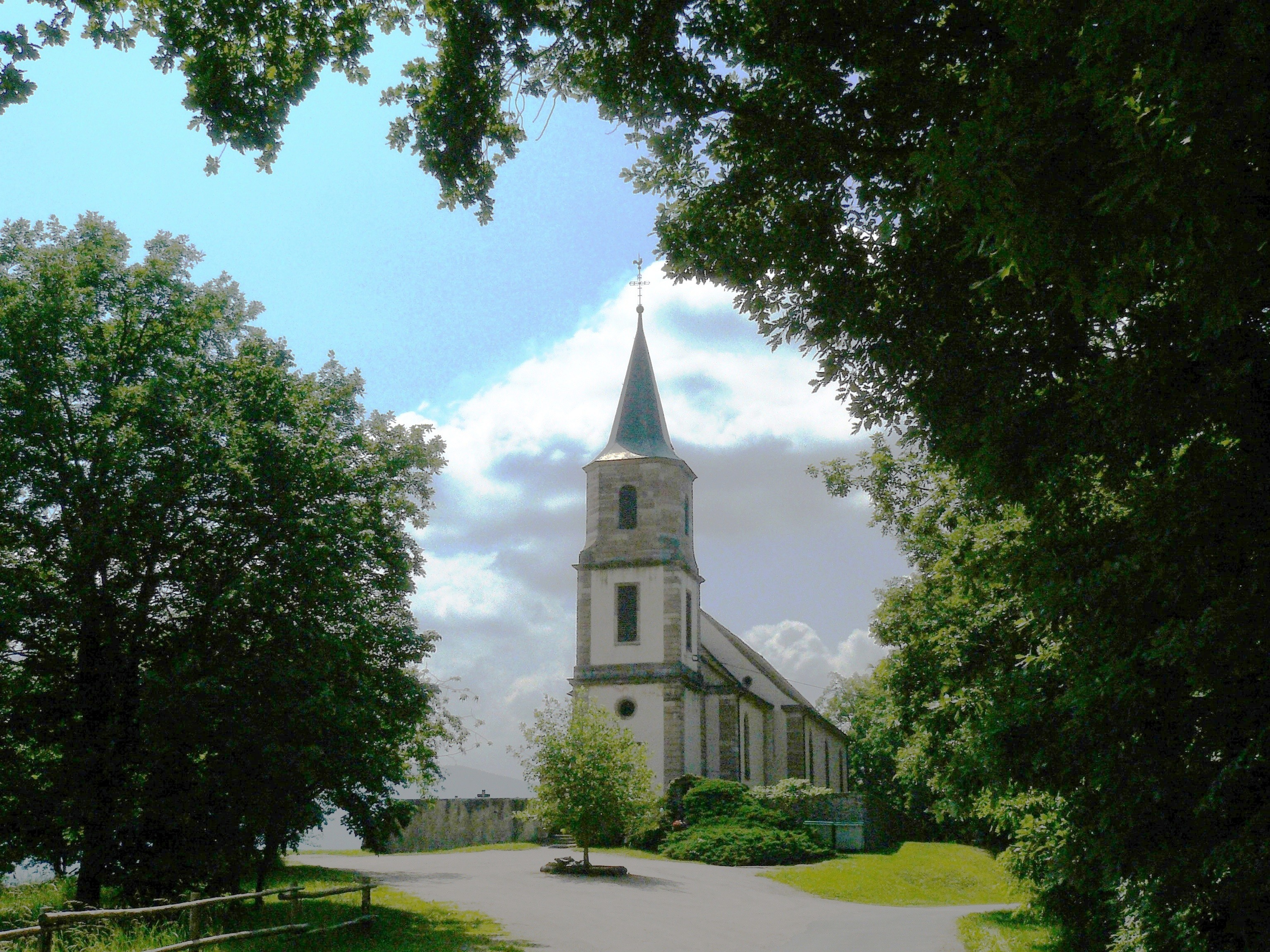
Колокольня церкви Сен-Жиль
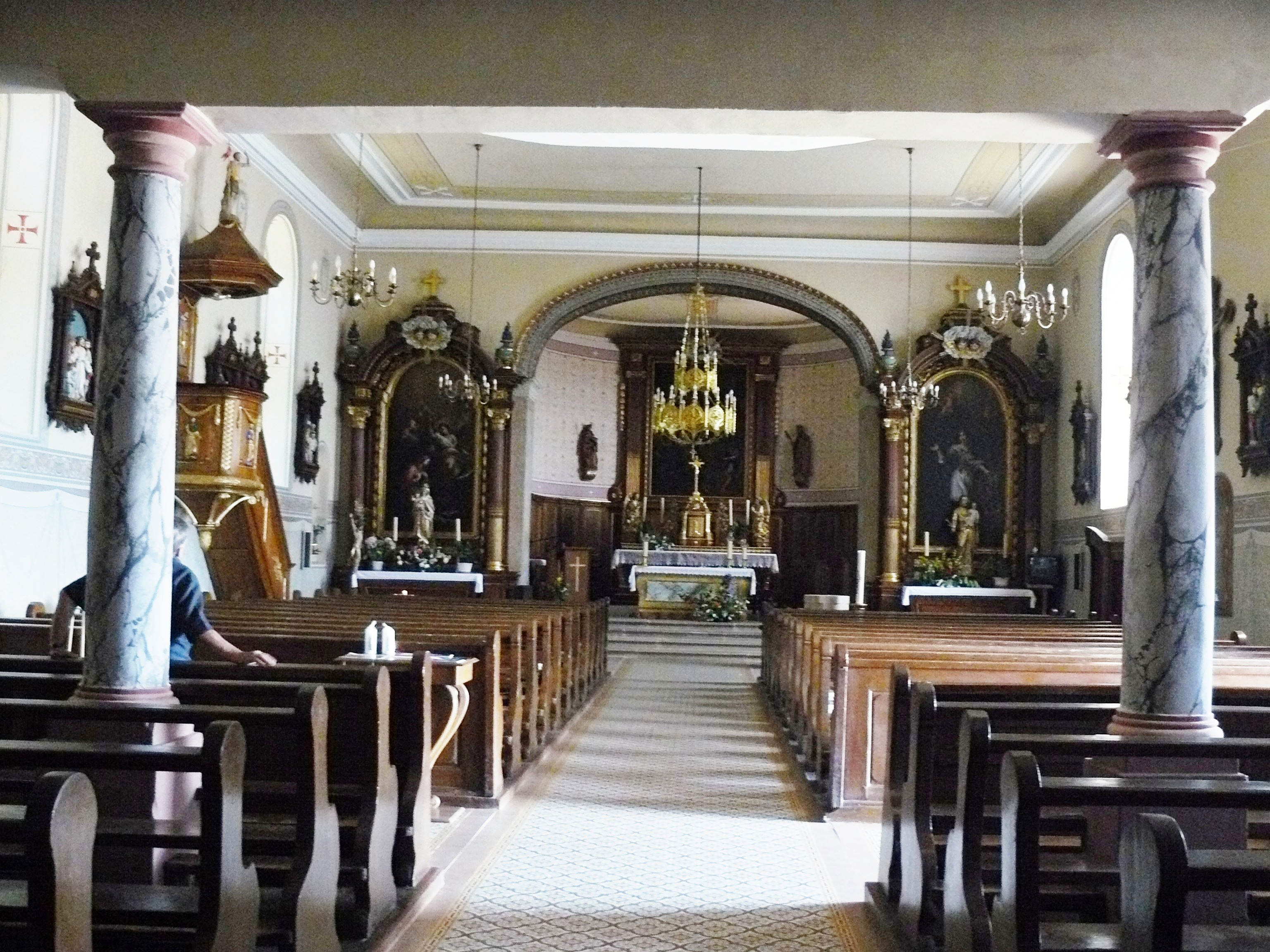
Интерьер, вид на орган
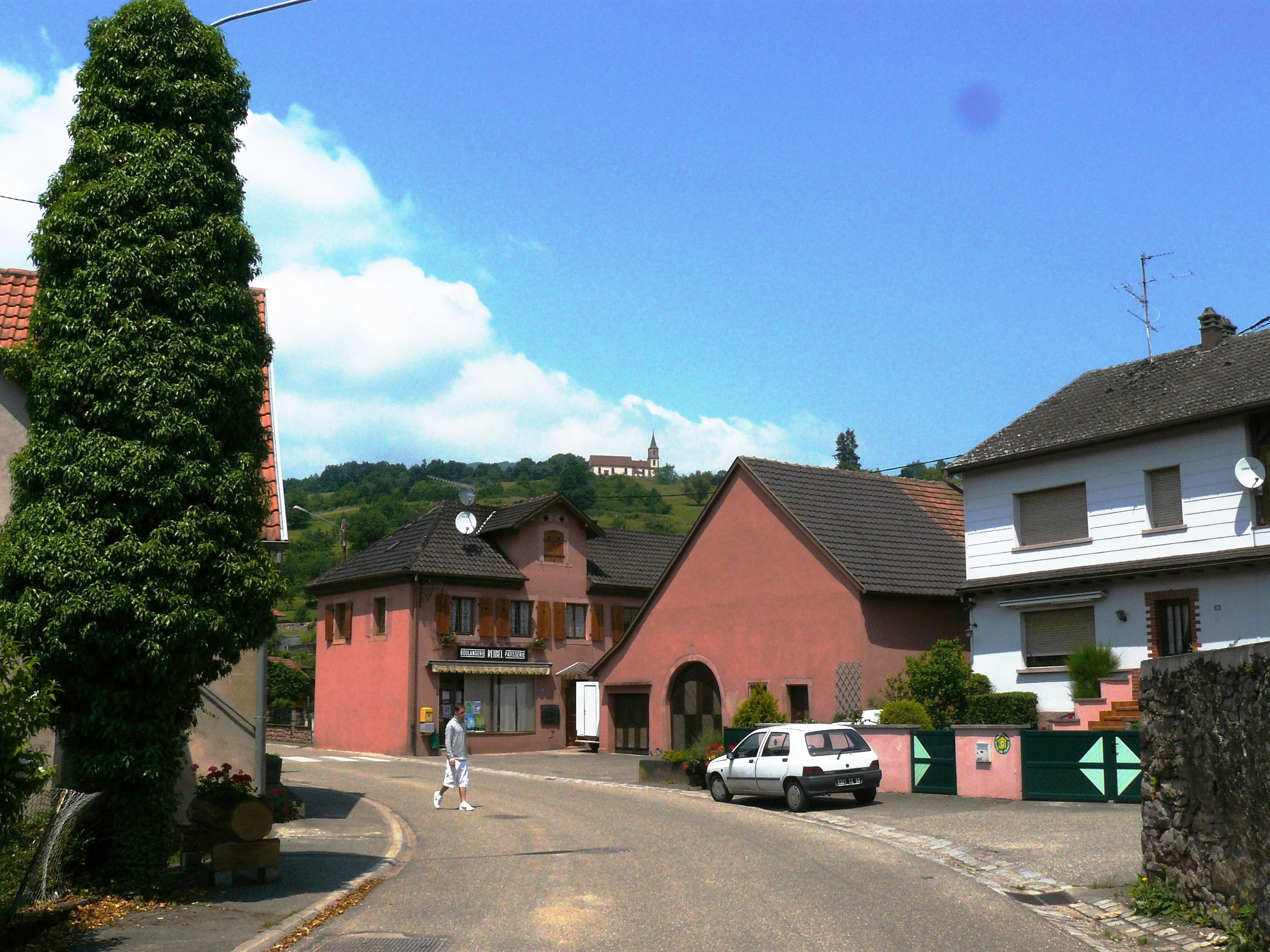
Вид на церковь Сен-Жиль со стороны коммуны
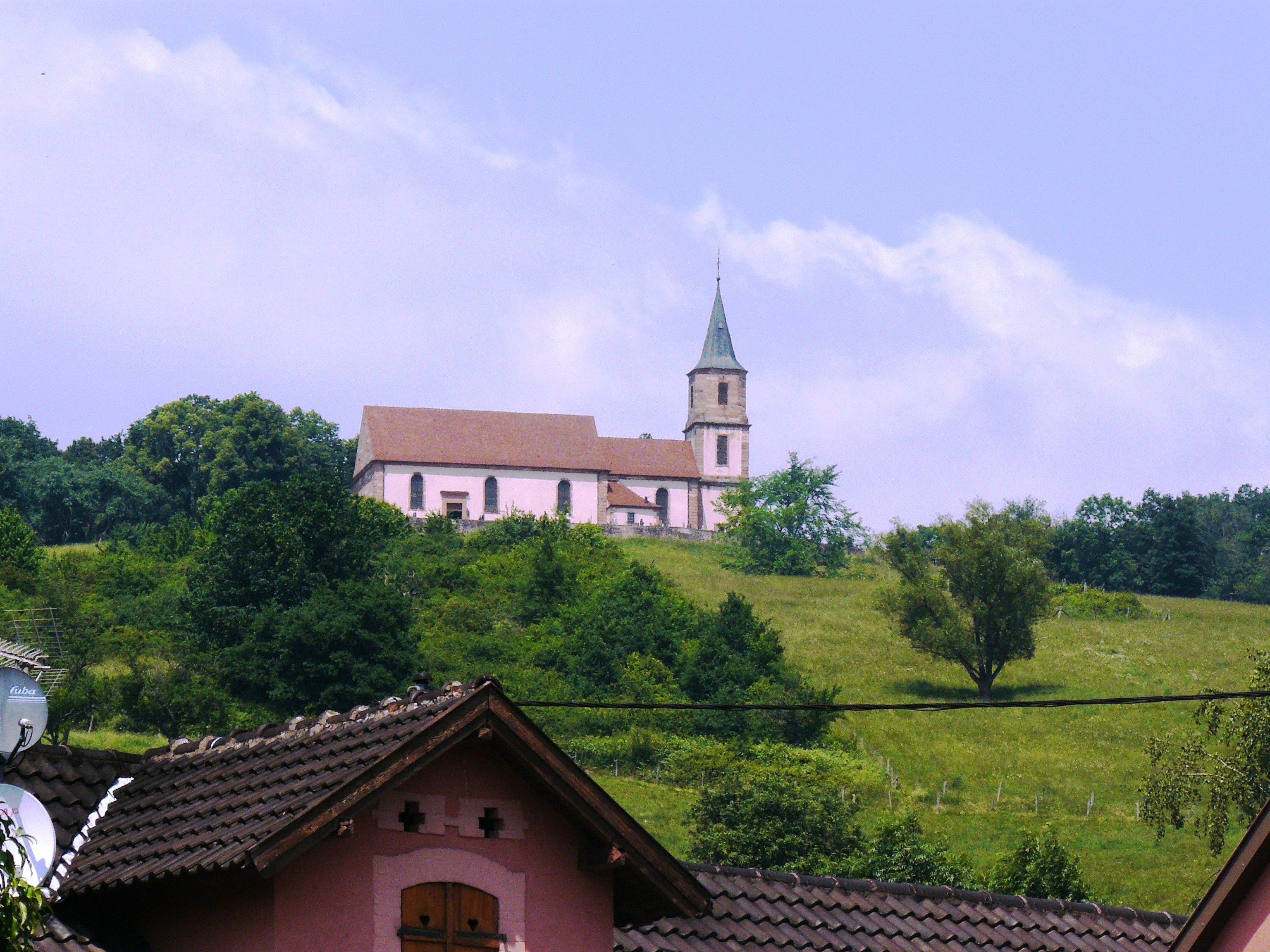
Вид на церковь Сен-Жиль со стороны коммуны Сен-Пьер-Буа
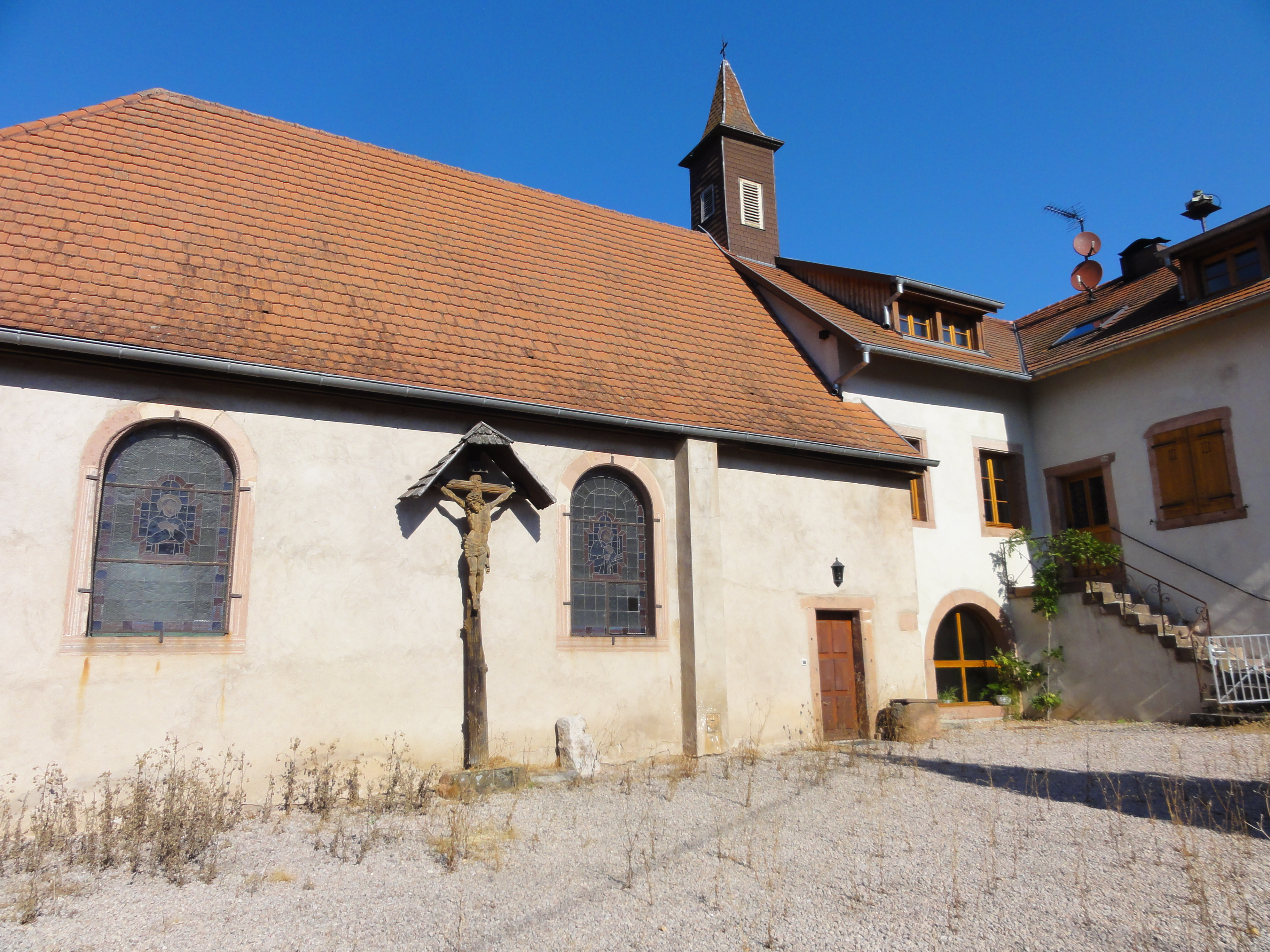
Часовня Сен-Пьер-Буа
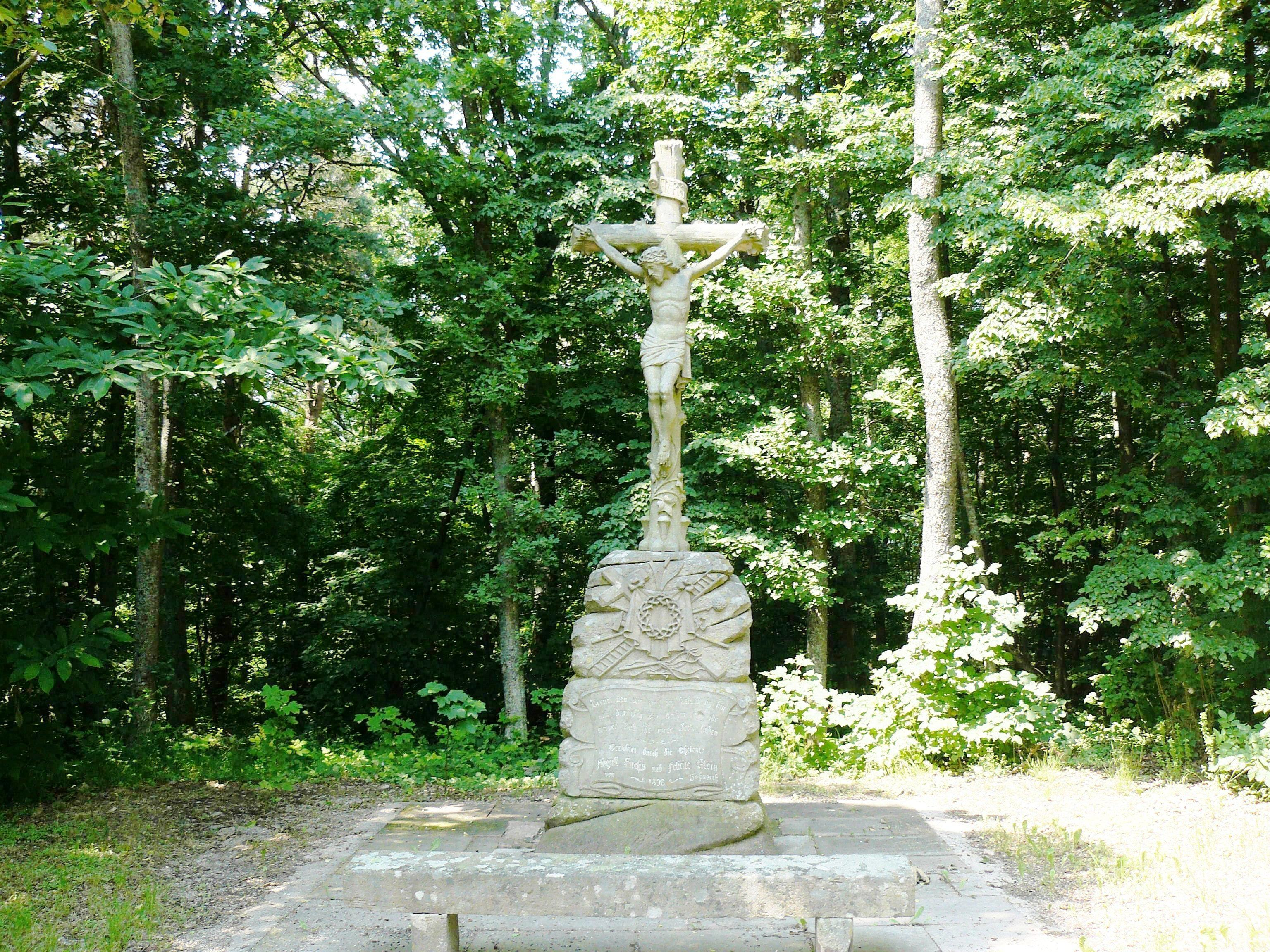
Распятие
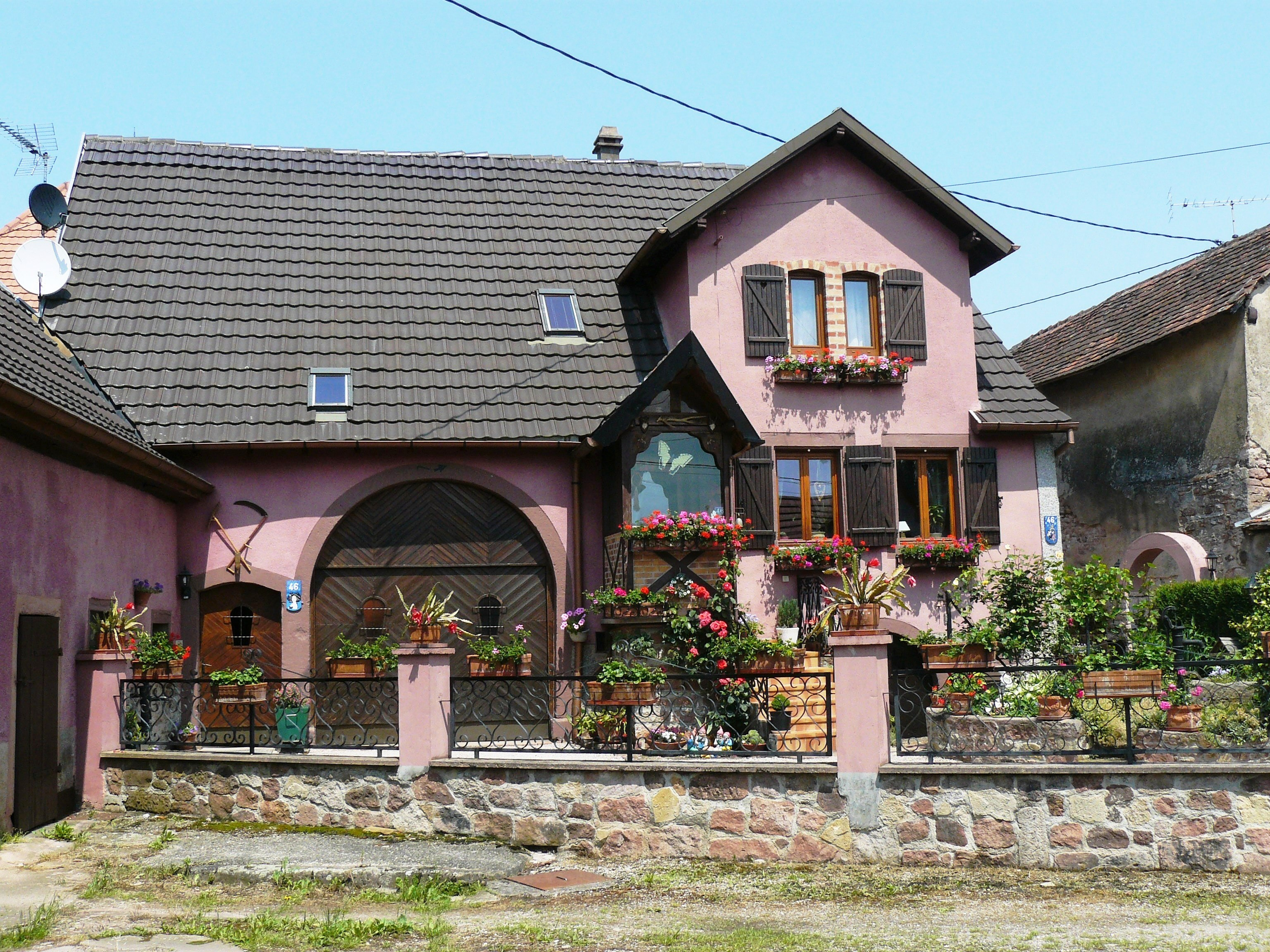
Бывший дом винодела на главной улице (отремонтирован и украшен)
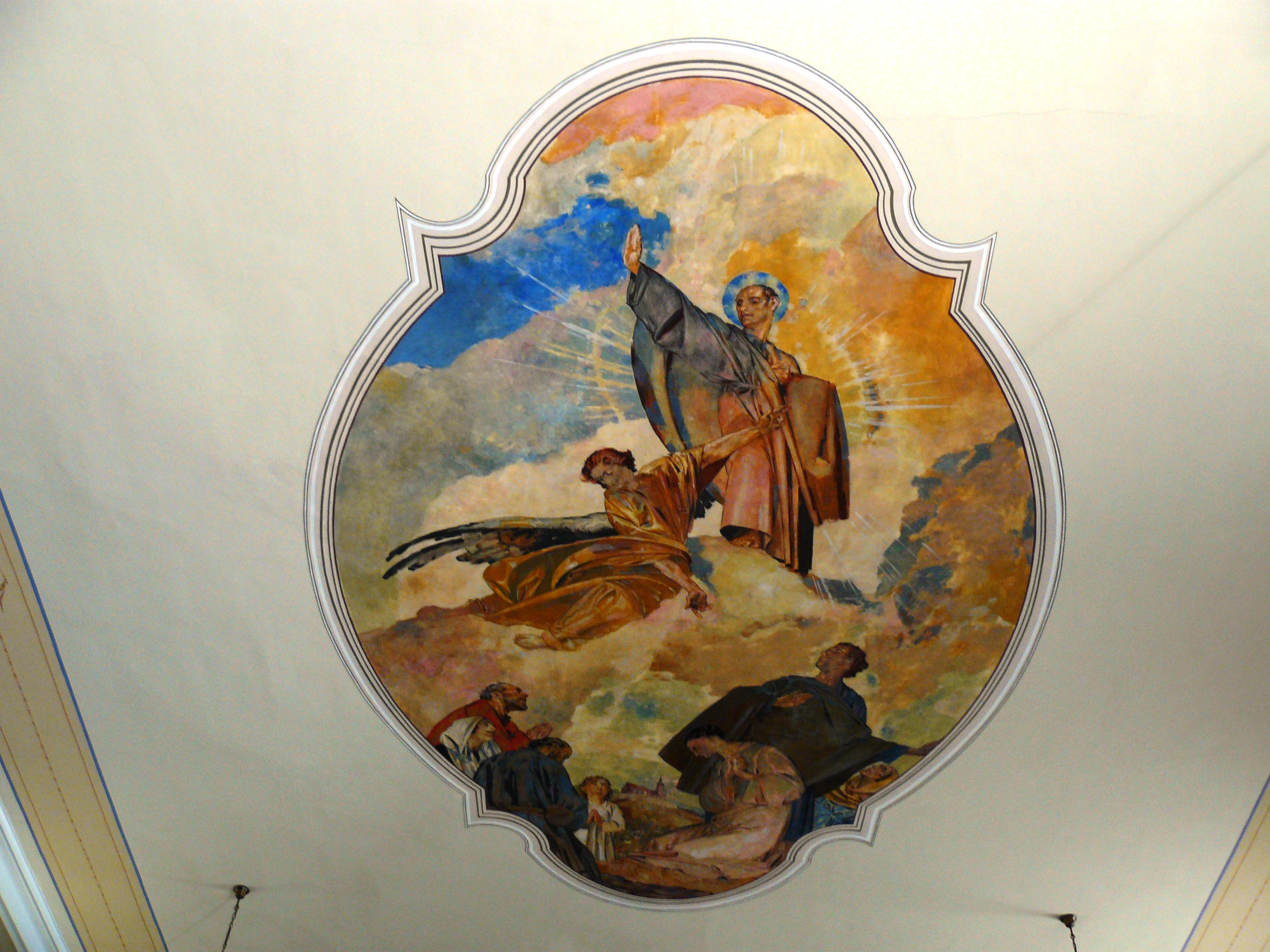
Фреска на потолке нефа церкви Сен-Жиль
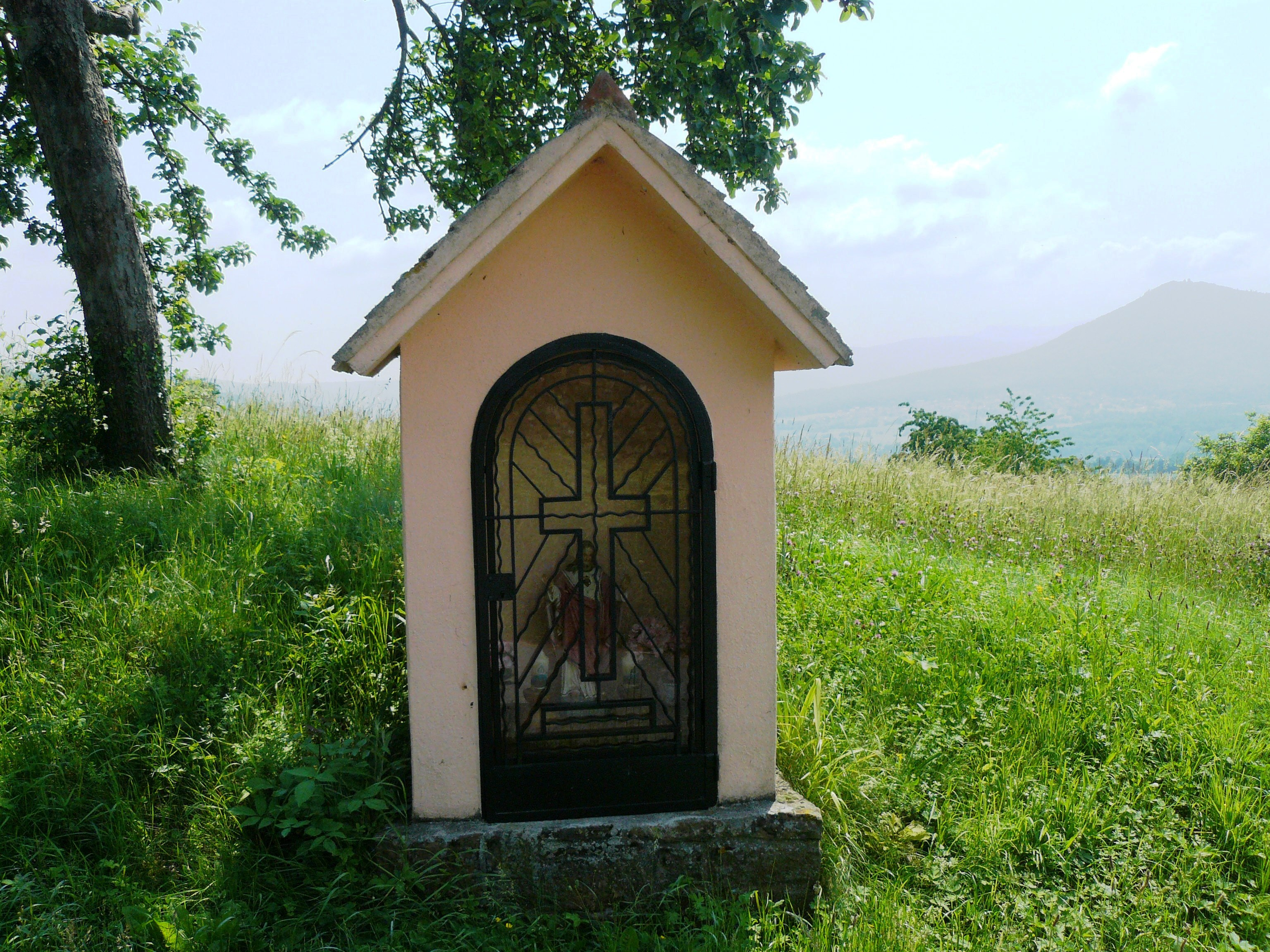
Святыня